# Jason Matthews (cestista)
Jason Matthews (Los Angeles, 21 settembre 1969) è un ex cestista statunitense, professionista nella CBA.

## Carriera
Con gli Stati Uniti ha disputato i Campionati americani del 1989.